# Szerecsendió
A szerecsendió (Myristica fragrans) nemzetségének és családjának névadó, valamint típusfaja. Neve félrevezető, mert nem diófa és termése sem dió. Népi nevei: muskátdió, máciszdió.

## Származása, elterjedése
A Fűszer-szigetekről — szűkebben a szigetvilág középső részén található Banda-szigetekről származik; magját arab kereskedők már a középkorban behozták Európába. Termesztésének monopóliumát sokáig a hollandok birtokolták; azt a britek csak 1753-ban törték meg. Hasonló éghajlaton már sokfelé termesztik — főleg Indonéziában, Nyugat-Indiában, Brazíliában és Madagaszkáron. Eközben több termesztett változata alakult ki
Ma a keleti szerecsendió (East Indian Nutmeg) fő termelői:
- Indonézia,

- Malajzia,

- India és

- Srí Lanka.

A nyugati szerecsendió (West Indian Nutmeg) fő exportőre Grenada.

## Megjelenése, felépítése
Fa, illetve cserje — magassága elérheti a 15–20 métert. Ágrendszere terebélyes.
Levelei szórtan állnak. A legfeljebb 13 x 6 cm-es, elliptikus vagy visszás-tojásdad, kihegyezett levél válla ék alakban körülbelül 1,5 cm hosszú nyéllé keskenyedik. Az ép szélű, kopasz levéllemez színe sötétzöld és erősen fényes, fonáka fénytelen.
Sárga termős virágai 2-3 tagú csomókban nőnek a levelek hónaljából, a porzósak legfeljebb 20 virágú bugákban fejlődnek. A kis, harang alakú virágtakaró 3 húsos, krémfehér (ritkán vöröses), legfeljebb 1 cm hosszú lepellevélből áll; ezek felső negyede hátratörik.
A (9 cm hosszú, 7 cm széles) húsos, egymagvú termés lapított körte alakú tüsző, feltűnő hasi varrattal. Sima héja beérve sárgás- vagy barnászöld. A fehéressárga, mintegy 1,5 cm vastag, bő levű terméshúsban egyetlen elliptikus mag ül, és azt hálózatosan széthasadt, vastag hártyaszerű, barna vagy világító vörös magköpeny veszi körül. A maghéj barna, fás, mintegy 2 mm vastag. A barna, kemény magbél táplálószövetének struktúrája labirintusszerű. A magköpeny és a mag is erősen aromás.

## Életmódja, termőhelye
Örökzöld, kétlaki.  Egész évben teremhet. Termése a virágzás után 6 hónappal érik be, és ekkor alulról felfelé, két kopáccsal nyílik fel. A felnyílt termést kézzel szüretelik.
Nedves-forró trópusi klímát igényel és csak 500 m magasság alatt tenyészik. A jó növekedéshez évi 2–3000 mm egyenletes eloszlású csapadékra és jól szellőző, humuszos talajra van szüksége.
Többnyire magról szaporítják. Főleg ültetvényeken termesztik; a betakarított termés nagy többségét exportálják.

## Felhasználása
Az arillust (szerecsendió-virágot) és a magot (szerecsendiót) egymástól elkülönítve szárítják. A magokat a károsító rovarok ellen hagyományosan mésztejbe merítik.
Kellemesen aromás, de erős fűszer, amit óvatosan kell használni. Mérsékli a savtúltengést, javítja az emésztést. Európában a 16. század óta kedvelt.
Magva (nux mochata) a szerecsendió. A termésből kifejtett magot szárítva, egészben, vagy őrölve használjuk. Hús- és zöldséglevesek, mártások, főzelékek, burgonyás ételek, vagdalt húsok és halak, vadételek ízesítője. Használhatjuk mézes süteményekhez is, de mérsékelten adagoljuk, mert csípőssé teheti a süteményt.
A szerecsendió-virág (macidis flos) valójában nem virág, hanem a termés húsától megszabadított (a magról leválasztott) magköpeny. Ezt nemcsak fűszernek használják, de ezenkívül kandírozva édességnek eszik és zselét is készítenek belőle.
Délkelet-Ázsiában a savanyú és összehúzó hatású terméshúsból sós vízzel kiáztatják a cseranyagokat, majd cukorral többször felfőzve kandírozzák és végül megszárítják.
Mind a diót, mind a virágot használja még az élelmiszer- és likőr-, illatszeripar is. Drogpótló anyagként lereszelve és teának elkészítve főként börtönökben használatos. Ázsiában dohányhoz adagolva is szívják. Nagy olaj- és fehérjetartalmát felhasználva készítik belőle a vörösbarna, erős illatú muskátvajat.

### Hatóanyagai
Népszerűségét illóolajainak köszönheti; fő koponense a miriszticin. A magban 5–16 %, magköpenyben akár 15% illóolaj is lehet. Olajában monoterpének, pinenek, szabinén, kb. 13 % miriszticin, 5–7 % elemicin, szafrol, fenol, aromás éterek és lignanok találhatók.

### Gyógyhatásai
A népi gyógyászatban emésztési zavarok ellen, szélhajtónak adják, zsíros olajával a fájó testrészeket dörzsölik be reuma ellen. Ismert afrodiziákum.
Kis adagban neurózis  (hypochondria, fejfájás stb.), dysmenorrhoea esetén. Nagy adagban hallucinogén.

## Rokon fajok
A nemzetség egy sor további fajának:
- M. malabrica Lam. (India),

- M. fatua Houtt. (Molukkák),

a M. scheffleri Warb. (Borneó) stb.
termését használják pótlására, de ezek a pótlékok csekélyebb értékűek.

## Képek

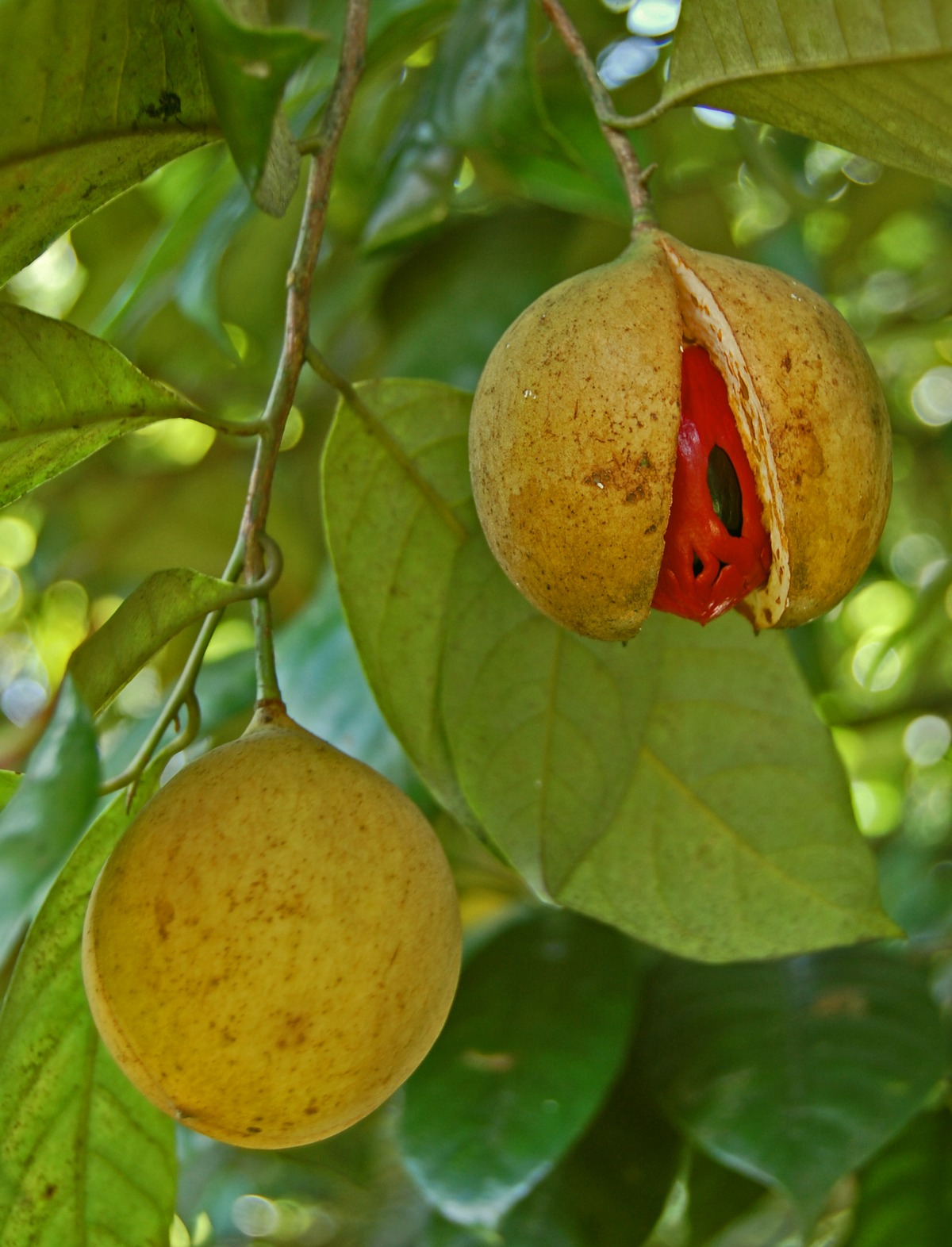
Szerecsendió termések a fán
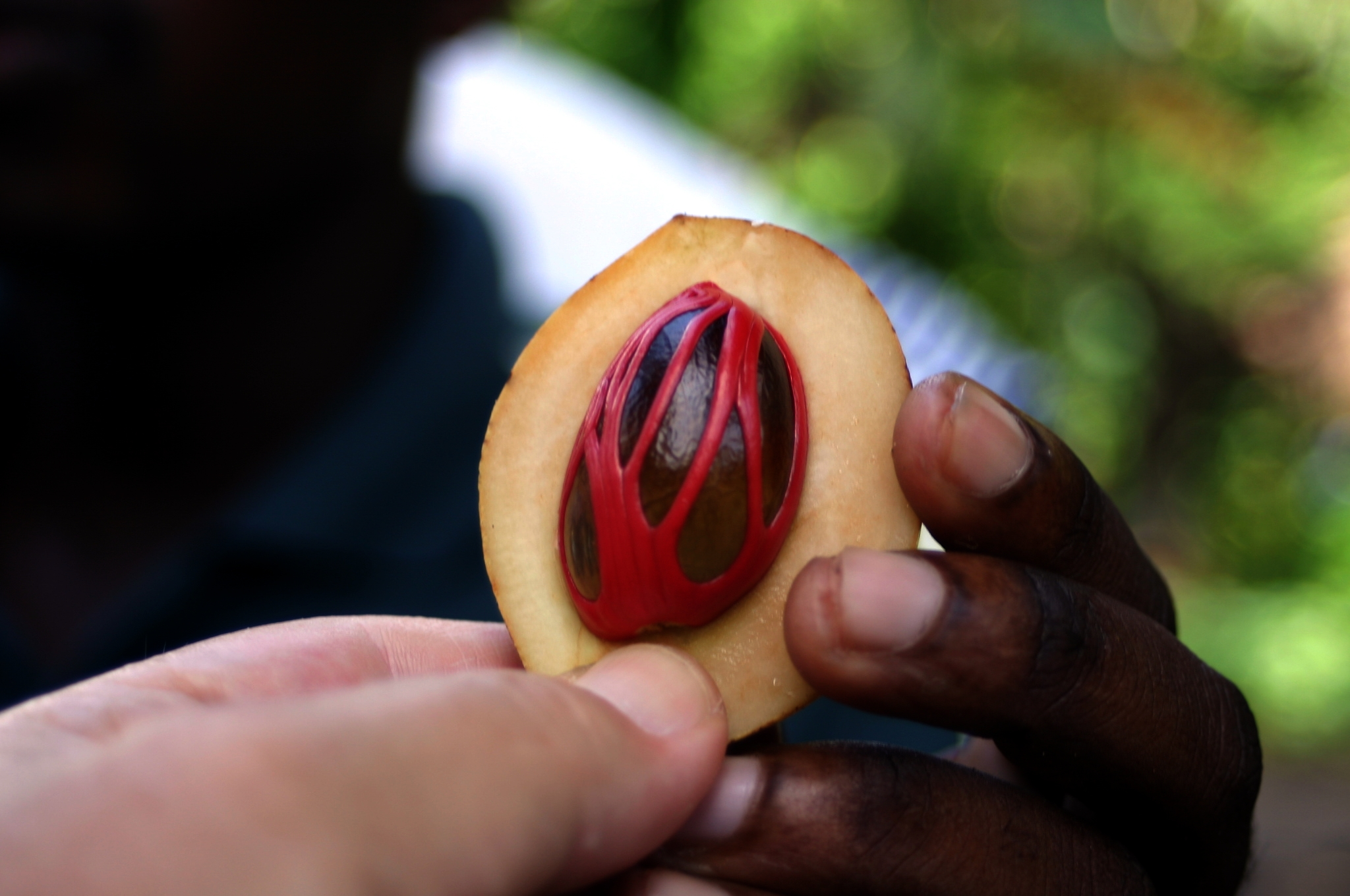
Magját vörös, tagolt magköpeny borítja